# Nick Broste
Nick Broste (* um 1975) ist ein US-amerikanischer Jazz- und Improvisationsmusiker (Posaune, Arrangement, Komposition), der sich auch als Toningenieur betätigte.

## Leben und Wirken
Nick Broste arbeitete ab 1997 in der Chicagoer Jazzszene u. a. mit Scott Rosenbergs Creative Orchestra Music Chicago 2001 (mit dem erste Aufnahmen entstanden), Dylan Ryan, dem Paul Hartsaw Tentet, in der Band Herculaneum und mit Keefe Jackson. In den 2010er-Jahren spielte er außerdem mit Mike Reeds People, Places & Things (A New Kind of Dance, 2017), Tomeka Reid, Morry Sochat, Frank Rosaly, Dave McDonnell, Quin Kirchner und Peter A. Schmid; ferner arbeitete er mit James Falzone, Fred Lonberg-Holm, Jason Ajemian, Jeb Bishop, Marc Unternährer, Mars Williams, Jim Baker, Josh Berman, Dave Rempis, Marc Riordan, Jaimie Branch und Matt Bauder.
Gegenwärtig (2018) leitet Broste ein eigenes (schlagzeugloses) Trio (mit Keefe Jackson und Anton Hatwich), mit dem er eigene Kompositionen spielt, die von Kammermusik, West Coast Jazz sowie von Ambient und Minimal Music beeinflusst ist. Er wirkte weiterhin in der Space-Rock-Band Magical Beautiful, in der Bigband Mucca Pazza und mit Indie-Rock-Formationen wie Wilco, Roommate, Spoon, TV on the Radio, Cursive und Broken Social Scene. Im Bereich des Jazz listet ihn Tom Lord zwischen 2001 und 2011 bei acht Aufnahmesessions. Zu hören ist er auch auf Peter A. Schmids Album Chicago Conversations (2015) und Jaimie Branchs Fly or Die Fly or Die Fly or Die ((World War)) (2023).